# سناگ کورنر
سناگ کورنر (به انگلیسی: Snug Corner) شهری در کشور باهاما است که جمعیت آن در سرشماری سال ۲۰۰۹ میلادی، ۴۰۲ نفر بوده‌است.